# Ricardo Maria Carles i Gordó
Ricardo Maria Carles i Gordó (Valência, 24 de setembro de 1926 — Tortosa, 17 de dezembro de 2013) foi um cardeal espanhol, arcebispo emérito de Barcelona.

## Biografia
Nascido em Valência, Espanha, Carles Gordó foi ordenado sacerdote em 29 de junho de 1951.
Ele estudou na escola teresiana de Valência; depois, completou o ensino médio no Jesuit Colegio de San José. Entrou no Seminário de Valência, onde foi aluno do Colégio "Corpus Christi" e, finalmente, estudou na Pontifícia Universidade de Salamanca, onde obteve a licenciatura em direito canônico em 1951-1953.
Depois dos estudos, exerceu a pastoral na arquidiocese de Valência, incluindo pároco, reitor da paróquia de San Fernando em Valência (1967); Conselheira da Juventud Obrera Católica, JOC (Jovens Trabalhadores Católicos); diretor do internato para diáconos; vigário para o clero; e Conselheira diocesana para a pastoral da família.
Em 1969 foi nomeado bispo de Tortosa e, mais tarde, arcebispo de Barcelona em 1990, cargo que ocupou até deixar o cargo em 2004. Foi nomeado cardeal pelo Papa João Paulo II no consistório de 26 de novembro de 1994 e detém o título de Cardeal-sacerdote de Santa Maria Consolatrice al Tiburtino. Ele foi um dos cardeais eleitores que participaram do conclave papal de 2005 que selecionou o Papa Bento XVI.
Ele morreu em 17 de dezembro de 2013.